# Arcângelo Cerqua
Arcângelo Cerqua (Giugliano in Campania, 2 gennaio 1917 – Lecco, 16 febbraio 1990) è stato un vescovo cattolico e missionario italiano naturalizzato brasiliano.

## Biografia
Arcângelo Cerqua nacque a Giugliano in Campania il 2 gennaio 1917.

### Formazione e ministero sacerdotale
Compì gli studi per il sacerdozio nel seminario del Pontificio istituto missioni estere di Trentola Ducenta.
Il 29 giugno 1940 fu ordinato presbitero nel duomo di Milano dal cardinale Alfredo Ildefonso Schuster. Per i sette anni successivi fu insegnante nel seminario di Trentola Ducenta, amministratore di missione e predicatore. Il 16 marzo 1948 ricevette il crocifisso di missionario e partì alla volta dell'Amazzonia. Giunse a Bahia il 16 aprile e a Macapá il 29 maggio. Lo stesso giorno assunse l'incarico di vicario parrocchiale. Il 24 maggio 1952 divenne superiore regionale del suo istituto per l'Amazzonia. Il 12 novembre 1955 fu trasferito a Parintins e il giorno dopo monsignor Alberto Gaudêncio Ramos lo nominò vicario generale della neonata prelatura territoriale di Parintins. Il 15 marzo dell'anno successivo papa Pio XII lo nominò amministratore apostolico della stessa circoscrizione. Prese possesso della prelatura il 1º maggio successivo.

### Ministero episcopale
Il 4 febbraio 1961 papa Giovanni Paolo II lo nominò prelato di Parintins e vescovo titolare di Olbia. Ricevette l'ordinazione episcopale il 14 maggio successivo dall'arcivescovo Armando Lombardi, nunzio apostolico in Brasile, co-consacranti l'arcivescovo metropolita di Manaus João de Souza Lima e il prelato di Macapá Aristide Pirovano.
Partecipò al Concilio Vaticano II.
Il 7 agosto 1969 ottenne la cittadinanza brasiliana.
Il 26 maggio 1978 rinunciò al titolo ai sensi della nuova pratica stabilita per gli ordinari di prelature territoriali e assunse il titolo di vescovo-prelato.
Il 30 ottobre 1980 papa Giovanni Paolo II elevò la prelatura territoriale a diocesi e lo nominò suo primo vescovo.
Durante il suo episcopato eresse la cattedrale di Nostra Signora del Carmine, creò diverse scuole, Rádio Alvorada e l'ospedale "Padre Colombo" e avviò diversi progetti sociali. Cantante, poeta e compositore, è l'autore dell'inno di Parintins. Si occupò anche di famiglie, istruzione, giovani, vocazioni, ministeri e direttorio delle feste religiose. Segnò profondamente la vita della gente e la storia della sua diocesi. Più che un vescovo, fu un padre spirituale per tutto il popolo parintinense.
Il 15 luglio 1989 lo stesso papa Giovanni Paolo II accettò la sua rinuncia al governo pastorale della diocesi per motivi di salute.
Morì nella casa del suo istituto a Lecco il 16 febbraio 1990 all'età di 73 anni. Nel 2008 la sua salma fu traslata in Brasile per essere sepolta a Parintins, come da suo desiderio e volontà dei cittadini.

## Opere
- Clarões de Fé no Médio Amazonas, 2ª edizione, Manaus, ProGraf Gráfica e Editora, 2009.

## Genealogia episcopale
La genealogia episcopale è:
- Cardinale Scipione Rebiba
- Cardinale Giulio Antonio Santori
- Cardinale Girolamo Bernerio, O.P.
- Arcivescovo Galeazzo Sanvitale
- Cardinale Ludovico Ludovisi
- Cardinale Luigi Caetani
- Cardinale Ulderico Carpegna
- Cardinale Paluzzo Paluzzi Altieri degli Albertoni
- Papa Benedetto XIII
- Papa Benedetto XIV
- Papa Clemente XIII
- Cardinale Marcantonio Colonna
- Cardinale Giacinto Sigismondo Gerdil, B.
- Cardinale Giulio Maria della Somaglia
- Cardinale Carlo Odescalchi, S.I.
- Vescovo Eugène de Mazenod, O.M.I.
- Cardinale Joseph Hippolyte Guibert, O.M.I.
- Cardinale François-Marie-Benjamin Richard
- Cardinale Pietro Gasparri
- Cardinale Clemente Micara
- Arcivescovo Armando Lombardi
- Vescovo Arcângelo Cerqua, P.I.M.E.